# Pavlice
Pavlice är en ort i Tjeckien.   Den ligger i regionen Södra Mähren, i den sydöstra delen av landet, 160 km sydost om huvudstaden Prag. Pavlice ligger 408 meter över havet och antalet invånare är 502.
Terrängen runt Pavlice är platt, och sluttar österut.Runt Pavlice är det ganska glesbefolkat, med 47 invånare per kvadratkilometer. Närmaste större samhälle är Znojmo, 16,9 km sydost om Pavlice. Trakten runt Pavlice består till största delen av jordbruksmark.